# جون واتكينز أوليفر
جون واتكينز أوليفر (بالإنجليزية: John Watkins Oliver)‏ هو قاضي ومحامي أمريكي، ولد في 17 ديسمبر 1914 في كاب جيراردو في الولايات المتحدة، وتوفي في 25 أبريل 1990.